# John Franklin Enders
John Franklin Enders   (West Hartford, 10 de febrer de 1897 - Waterford, 8 de setembre de 1985) fou un bacteriòleg nord-americà guardonat amb el Premi Nobel de Medicina o Fisiologia l'any 1954. Ha estat anomenat "El pare de les vacunes modernes".

## Biografia
Va néixer el 10 de febrer de 1897 a la ciutat de West Hartford, situada a l'estat nord-americà de Connecticut. Va estudiar medicina a la Universitat Yale, estudis que hagué d'abandonar temporalment per participar en la Força Aèria dels Estats Units durant la Primera Guerra Mundial. A la finalització d'aquesta guerra reprengué els estudis i realitzà el seu doctorat l'any 1930 a la Universitat Harvard en bacteriologia i immunologia. Posteriorment es va incorporar a la facultat de l'Hospital Infantil de Boston.
Enders morí el 8 de setembre de 1985 a la ciutat de Waterford, població situada a l'estat de Connecticut.

## Recerca científica
Especialitzat en virologia va dedicar especial atenció a les resistències bacterianes, i especialment en la poliomielitis durant la seva estada a l'Hospital Infantil de Boston. Per aquests treball fou guardonat, juntament amb els seus col·laboradors Thomas Huckle Weller i Frederick Chapman Robbins, amb el Premi Nobel de Medicina o Fisiologia l'any 1954.
El 1954, Enders i Thomas C. Peebles van aïllar el virus del xarampió d'un nen d'11 anys. Decebut pel desenvolupament de la vacuna contra la poliomielitis Enders va començar el desenvolupament de la vacuna contra el xarampió. L'octubre de 1960 en començà a fer proves en 1.500 nens amb retard mental de Nova York i 4.000 nens de Nigèria i el setembre de 1961 es va fer públic l'èxit d'aquestes proves. El 1963 Pfizer i Merck & Co. van introduir una vacuna contra el xarampió desactivada i una vacuna contra el xarampió atenuada, respectivament.
Va continuar treballant en la investigació en virologia fins a finals dels anys setanta i es va retirar del laboratori als 80 anys.